# Clarence (film fra 1990)
Clarence er en amerikansk film fra 1990 af Eric Till.

## Medvirkende
- Robert Carradine som Clarence Odbody
- Kate Trotter som Rachel Logan
- Louis Del Grande som Brimmer
- Richard Fitzpatrick som Jeremy
- Barbara Hamilton som Mrs. Duckworth
- Jamie Rainey som Casey